# Tomczyce (Grande-Pologne)
Pour les articles homonymes, voir Tomczyce.
Tomczyce (prononciation : [tɔmˈt͡ʂɨt͡sɛ]) est un village polonais de la gmina de Gołańcz dans le powiat de Wągrowiec de la voïvodie de Grande-Pologne dans le centre-ouest de la Pologne.
Il se situe à environ 3 kilomètres à l'ouest de Gołańcz (siège de la gmina), 18 kilomètres au nord de Wągrowiec (siège du powiat), et à 66 kilomètres au nord de Poznań (capitale de la Grande-Pologne).
Le village possédait une population de 188 habitants en 2006.

## Histoire
De 1975 à 1998, le village faisait partie du territoire de la voïvodie de Piła.

Depuis 1999, Tomczyce est situé dans la voïvodie de Grande-Pologne.